# Jucás
Jucás là một đô thị thuộc bang Ceará, Brasil. Đô thị này có diện tích 937,18 km², dân số năm 2007 là 22778 người, mật độ 24,3 người/km².